# Шихманов, Яков Ананьевич
Яков Ананьевич Шихманов (1796—1877) — адмирал российского императорского флота, участник Крымской войны.

## Биография
Родился 17 (28) марта 1796 года. Происходил из дворян Рязанской губернии, сын секунд-майора, затем надворного советника Анания Трофимовича Шихманова; мать — Матрена Васильевна, урожденная Небольсина.
В 1809 году поступил в Морской кадетский корпус, откуда в 1811 году был выпущен гардемарином. В 1814 году произведён в мичманы и до 1827 года ходил в Балтийском море и Финском заливе; в 1823 году командовал шлюпом «Восток», в 1824 — катером «Пегас», в 1825 — шхуной «Радуга».
В 1827 году переведён в Астрахань и ходил в Каспийском море, командуя бригом «Эривань». Участвовал в боевых действиях в войне с Персией на Каспийском море; был командиром десанта и отряда сухопутных войск, действовавших против Гассан-хана.
Из Астрахани был командирован в Архангельск, откуда в 1830 году на корабле «Бородино» перешел в Кронштадт. С 1830 года вновь ходил в Балтийском море, командуя фрегатом «Екатерина». В 1832 году командуя транспортом «Двина», снова перешёл из Архангельска в Кронштадт. В 1835–1836 годах, командуя фрегатом «Принц Оранский», плавал у Дагерорда.
В 1836 году был награждён орденом Св. Георгия 4-й степени за выслугу 25 лет в офицерских чинах; 18 апреля 1837 года произведён в капитаны 2-го ранга. В 1837–1840 годах командовал кораблем «Кацбах» в Балтийском море; 6 декабря 1839 года произведён в капитаны 1-го ранга. В 1841–1848 годах командовал кораблем «Волна».
В 1849 году был произведён в контр-адмиралы с назначением командиром 2-й бригады 3-й флотской дивизии и продолжал крейсировать в Балтийском море под своим флагом (сначала на корабле «Арсис», затем — на корабле «Андрей»).
В 1855 году назначен командующим 3-й флотской дивизии и заведующим морской частью в Финляндии. В том же году участвовал при отражении атаки англо-французов на укрепления Свеаборга, причём крепость, 120-пушечный корабль «Россия», поставленный в Густав-Свеаборгском проходе, фрегат «Цесаревич» и морские батареи на острове Сандхолен-э выдерживали в течение трёх дней, с 28 по 30 июля, сильнейший огонь неприятеля. За участие в этих боях был награждён орденом Св. Станислава 1-й степени с мечами и 30 августа 1855 года произведён в вице-адмиралы.
В 1860 году после упразднения флотских дивизий, с 21 марта был зачислен в резервный флот. В 1877 году произведён в полные адмиралы.
Умер 12 (24) марта 1877 года; по сведениям Петербургского некрополя — 5 марта. Похоронен на Лазаревском кладбище Александро-Невской лавры в Санкт-Петербурге.

## Награды
- орден Св. Владимира 4-й ст. с бантом (07.04.1830)
- орден Св. Георгия 4-й ст. (06.12.1836, за выслугу 25 лет в офицерских чинах)
- орден Св. Станислава 2-й ст. (06.12.1840)
- орден Св. Анны 2-й ст. (06.12.1842; императорская корона к ордену — 14.04.1845)
- орден Св. Владимира 3-й ст. (1851)
- орден Св. Станислава 1-й ст. с мечами (21.08.1855)
- орден Св. Анны 1-й ст. (26.09.1858)
- командорский крест датского ордена Данеброг (23.08.1851)

## Семья
Был женат с 29 июля 1835 года на дочери титулярного советника Ольге Дмитриевне Лукьяновой (1809—1883). 
Дети: 
- Ольга (04.09.1836—?), замужем за Николаем Александровичем Ратьковым-Рожновым (1826—1917), вице-адмиралом.
- Ананий (18.05.1838—?). В 1857 году окончил Морской кадетский корпус.[5]
- Николай (18.10.1839/4—1904), капитан-лейтенант. В 1857 году окончил Морской кадетский корпус.[6] Служил во флоте, а затем, выйдя в отставку, посвятил себя пчеловодству. Н.Шихманов известен как один из инициаторов-учредителей и выдающийся деятель Русского общества пчеловодства (возникло в 1891). На первом его собрании был избран товарищем (заместителем) председателя, а затем председателем общества и был им до конца жизни. Русское общество пчеловодства из маленького кружка пчеловодов разрослось в большое общество с отделениями по всей России; общество имело в Петербурге учебную пасеку, пчеловодный музей, склад и несколько магазинов пчеловодных принадлежностей, обладало значительными капиталами. Шихманов организовал первый в России съезд русских пчеловодов и пчеловодную выставку в Петербурге (1893), отдел пчеловодства на Всероссийской промышленной выставке в Нижнем Новгороде, провел Всероссийские съезды пчеловодов. Для пчеловодов Ш.Я.Шихманов организовал специальные курсы в селе Понизье Рязанской губернии.[7] Похоронен в некрополе Свято-Троицкой Александро-Невской лавры.  Его жена, Фавста Николаевна Шихманова (1850—1905), похоронена там же. Могилы сохранились.
  - Их дети:
  - Шихманова Фавста Николаевна (1880/1886 — после 1937), художница; окончила женскую гимназию Любови Степановны Таганцевой, училась у Е. Н. Званцевой и К. С. Петрова-Водкина[8]. В 1937 году была арестована, её дальнейшая судьба неизвестна[9][10].
  - Ольга Николаевна Шихманова, в замуж. Тройницкая, жена Н. Н. Тройницкого (1877—1921), юриста, сына Н. А. Тройницкого, брата С. Н. Тройницкого. Их сыновья: Николай (1903—1953), участник Великой Отечественной войны[11], Михаил (1906—1942, блокадный Ленинград[12]) и Владимир (1908—?), репрессирован[13].
  - Николай Николаевич Шихманов (1890—?), в 1916 году — корнет лейб-гвардии Драгунского полка.
- Вера (18.05.1841—1919), замужем за В. А. Ратьковым-Рожновым (1834—1912), петербургским городским головой, братом мужа старшей сестры.